# Tecomate Dos
Tecomate Dos är en ort i Mexiko.   Den ligger i kommunen Tamazunchale och delstaten San Luis Potosí, i den sydöstra delen av landet, 210 km norr om huvudstaden Mexico City. Tecomate Dos ligger 131 meter över havet och antalet invånare är 170.
Terrängen runt Tecomate Dos är kuperad åt sydväst, men åt nordost är den platt. Runt Tecomate Dos är det ganska tätbefolkat, med 86 invånare per kvadratkilometer. Närmaste större samhälle är Tamazunchale, 12,1 km väster om Tecomate Dos. I omgivningarna runt Tecomate Dos växer huvudsakligen savannskog.